# Carl Sigismund Kunth
Carl Sigismund Kunth (Leipzig, 18 de juny del 1788 – Berlín, 22 de març del 1850), també amb la grafia Karl Sigismund Kunth, va ser un botànic alemany. Té anomenada per haver estat el primer naturalista que estudià i categoritzà amb criteris moderns les plantes del continent americà en la seva magna obra Nova genera et species plantarum (7 vols., París, 1815-1825).

## Biografia
Per bé que nascut a Leipzig, la seva primera feina va ser d'oficinista d'un comerciant berlinès el 1806. Després de conèixer Alexander von Humboldt, que el facilità que seguís classes magistrals a la universitat de Berlín, Kunth s'interessà en la botànica, i això el portà a treballar a París entre 1813-1819 fent d'assistent de Humboldt i classificant les extenses col·leccions de plantes que aquest i Aimé Bonpland havien aplegat durant el seu viatge per Amèrica. Aquest estudi havia estat encetat per Carl Ludwig Willdenow, antic mestre de Humboldt i del mateix Kunth; la seva mort el 1812 obrí la porta a la intervenció de Kunth, que treballà en l'estudi (descripció i sistematització) dels espècimens durant els següents vint anys, en un treball que fructificà principalment en les obres Nova genera et species plantarum quas in peregrinatione ad plagam aequinoctialem orbis novi collegerunt Bonpland et Humboldt, Mimoses et autres plantes légumineuses du Nouveau Continent i Synopsis plantarum (Bibliografia).
Quan Kunth tornà a Berlín el 1820 obtingué la plaça de professor de botànica de la universitat, així com la vicepresidència del Jardí Botànic; nou anys més tard seria elegit membre de l'Acadèmia de Ciències berlinesa. L'any 1829 s'embarcà cap a Sud-amèrica i en el decurs de tres anys visità i estudià la flora de Xile, Perú, Brasil, Veneçuela, l'Amèrica Central i les Índies Occidentals. Mort el 1850, el govern prussià comprà els 60.000 exemplars de la seva col·lecció botànica, que posteriorment incorporà a l'herbari reial, a Berlín. Entre els alumnes de Kunth hi hagué el futur químic agrícola Julius Adolph Stoeckhardt.
Hom homenatjà l'investigador donant-ne el nom a diverses espècies vegetals, dels gèneres Allium, Anthurium, Cestrum, Cynanchum, Davilla, Dictyota, Dryopteris, Euphorbia, Glossophora, Isocarpha, Lasthenia, Mayaca, Merostachys, Microchloa, Oenothera, Penstemon, Poa, Restio, Rhynchospora, Sicyos, Sticta, Stylidium, Thelypteris, Ullucus, Wigandia, Zonaria.
En botànica se'l cita com a autoritat taxonòmica amb l'abreviatura Kunth, principalment, però també com a C.S. Kunth; i en el nom col·lectiu H.B.K. (Humboldt, Bonpland & Kunth) quan es fa referència a les plantes recollides pels dos primers en el seu viatge a Amèrica, tot i que la catalogació i la descripció foren obra de Kunth.

## Obres

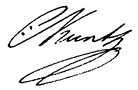
signatura de C.S.Kunth

- Flora Berolinensis, sive enumeratio vegetabilium circa Berolinum sponte crescentium. tom. 1 Berlin: J. E. Hitzig, 1813
- Considérations générales sur la famille de cypéracées París: [s.n.], 1815?
- Considérations génerales sur les Graminées París: [s.n.], 1815?
- Nova genera et species plantarum quas in peregrinatione ad plagam aequinoctialem orbis novi collegerunt Bonpland et Humboldt Paris: Sumtibus Librariae Graeco-Latino-Germanicae, 1815-1825, en 2 presentacions: en gran format i en una edició més reduïda: 7 volums a Botanicus
- Mimoses et autres plantes légumineuses du Nouveau Continent, recueillies par MM. de Humboldt et Bonpland Paris: Librairie grecque-latine-allemande, 1819-1824 (reedició moderna: Weinheim : J. Cramer, 1963)
- Synopsis plantarum quas in itinere ad plagain aequinoctialem orbis novi collegerunt Humboldt et Bonpland Paris: apud F. G. Levrault, 1822-1825 (edició facsímil en microforma: New York: Readex Microprint Corporation, 1973)
- Handbuch der Botanik Berlin: Duncker und Humblot, 1831 (reedició moderna en microfitxa: Leiden: IDC, 1984)
- Enumeratio plantarum omnium hucusque cognitarum: secundum familias naturales disposita, adjectis characteribus, differentiis et synonymis.  Stutgardiae et Tubingae: Sumtibus J. G. Cottae, 1833-1850. (edicions facsímils en microforma: New York, N.Y. : Readex Microprint Corporation, 1969; Leiden : IDC, [19??])
- Anleitung zur kenntniss sammtlicher in der pharmacopoea Borussica aufgeführten officinellen gewächse nach natürlichen familien Berlin: Duncker und Humblot, 1834
- Distribution méthodique de la famille des Graminées Paris: Gide, 1835
- Flora Berolinensis, sive Enumeratio plantarum circa Berolinum sponte crescentium Berolini: Duncker et Humblot, 1838 (reedició moderna en microfitxa: Leiden: IDC, 19??)
- Bemerkungen ueber die Familie der Piperaceen Halle: Druck der Gebauer-Schwetschkeschen Buchdruckerei, 1840
- Eichhornia, genus novum e familia pontederiacearum Stutgardiae; Berolini: [s.n.], 1842
- Lehrbuch der Botanik Berlin: Duncker und Humblot, 1847